# S期
S期（英: S phase、Synthesis phase）は、DNAの複製が行われる細胞周期の期間であり、G1期とG2期の間の期間である。細胞分裂が正常に完了するためにはゲノムの正確な複製が重要であり、そのためS期に起こる過程は緊密に調節されており、広く保存されている。

## 調節
S期への進行はG1期のR点（制限点）によって制御されており、適切な栄養素と成長シグナルが存在している場合には、細胞は細胞周期の残りの期間の進行に従事する。この移行は本質的には不可逆的で、R点を通過した後は環境条件が不都合なものとなってもS期への進行が行われる。
したがって、S期への進行は迅速で一方向的な細胞状態の遷移を促進する分子経路によって制御されている。例えば酵母では、細胞成長によってCln3サイクリンの蓄積が誘導され、Cln3はサイクリン依存性キナーゼ（CDK）Cdc28と複合体を形成する。Cln3-Cdc28複合体は転写のリプレッサーWhi5を不活性化することによってS期遺伝子の転写を促進する。S期遺伝子のアップレギュレーションによってWhi5はさらに抑制され、S期遺伝子の十分な発現を行うポジティブフィードバックループが形成される。
哺乳類の細胞でもきわめて類似した調節経路が存在する。G1期を通じて分裂促進因子のシグナルによってサイクリンDが徐々に蓄積し、サイクリンDはCDK4/6と複合体を形成する。活性型となったサイクリンD-CDK4/6複合体は転写因子E2Fの解離を促進し、S期遺伝子の発現が開始される。E2Fによって調節されるS期遺伝子の一部によってE2Fの解離がさらに促進され、酵母のものと類似したポジティブフィードバックループが形成される。

## DNA複製
M期とG1期を通じて、ゲノム中に存在する複製起点で不活性型の複製前複合体（pre-RC）が組み立てられる。S期の間、細胞はpre-RCを活性型の複製フォークに変換し、DNA複製を開始する。この過程はCdc7やさまざまなS期CDKのキナーゼ活性に依存しており、これらはS期の開始ともにアップレギュレーションされる。
Pre-RCの活性化は緊密に調節された逐次的過程である。Cdc7とS期CDKがそれぞれの基質をリン酸化した後、2番目のセットとなる複製因子がpre-RCに結合する。安定な結合によってMCMヘリカーゼの活性が促進され、DNAの短い領域が2つの一本鎖DNAへと巻き戻される。そこへ一本鎖DNA結合タンパク質の複製タンパク質A（RPA）がリクルートされる。RPAのリクルート後、複製フォークのプライミング、複製を行うDNAポリメラーゼとPCNAスライディングクランプのローディングが行われる。これらの因子のローディングによって複製フォークの活性化が完了し、新たなDNA合成が開始される。
複製フォークの組み立ての完了と活性化は、複製起点の一部でしか起こらない。真核生物は、DNA複製の1サイクルに厳密に必要とされる数よりも多くの複製起点を有している。この複製起点の冗長性はDNA複製過程の柔軟性を増大させ、DNA合成速度の調節や複製ストレスへの応答を可能にしている。

## ヒストンの合成
新たに合成されたDNAが適切に機能するためにはヌクレオソームを形成する必要があり、そのため典型的な（ヒストン・バリアントではない）ヒストンタンパク質の合成がDNA複製とともに行われる。S期の初期に、サイクリンE-CDK2複合体はヒストン遺伝子の転写のコアクチベーターであるNPATをリン酸化する。NPATはリン酸化によって活性化され、Tip60クロマチンリモデリング複合体をヒストン遺伝子のプロモーターへリクルートする。Tip60の活性によって転写阻害的なクロマチン構造が除去され、転写率は3倍から10倍増加する。
ヒストン遺伝子の転写の増大に加えて、ヒストンの産生はRNAレベルでも調節される。典型的ヒストンの転写産物は、ポリアデニル化テールが付加される代わりに、3'末端にステムループモチーフを持っており、そこへステムループ結合タンパク質（SLBP）が選択的に結合する。SLBPはヒストンmRNAの効率的なプロセシング、核外輸送、翻訳に必要であり、極めて感受性の高い生化学的な「スイッチ」として機能する。S期の間、SLBPの蓄積はNPATとともにヒストンの産生効率を劇的に上昇させる。しかしS期が終結すると、SLBPとその結合RNAの双方が速やかに分解される。これによってヒストン産生は即座に休止し、有害な遊離ヒストンの蓄積が防止される。

## ヌクレオソームの複製

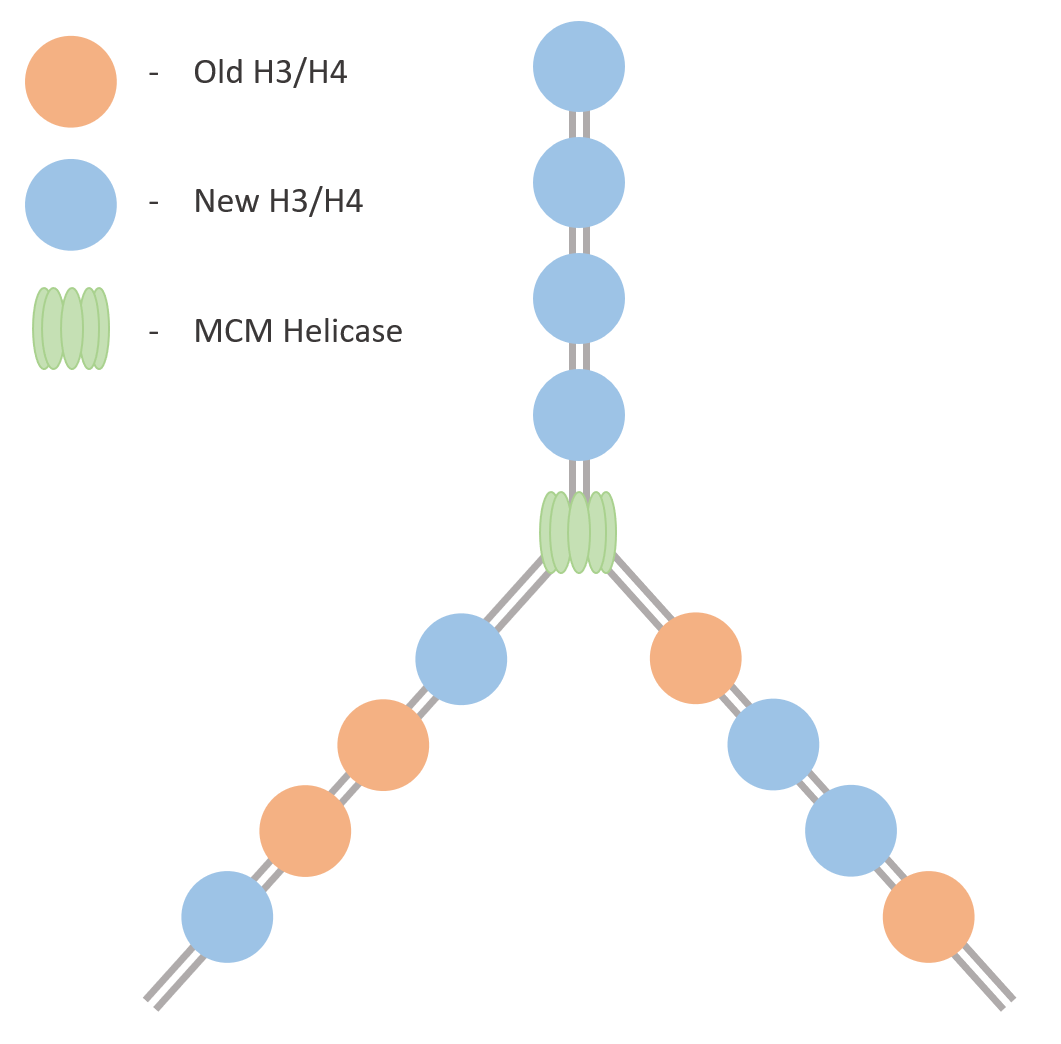
複製フォークの後方でのコアH3/H4ヌクレオソームの保存的再構築。

S期の間に生み出された遊離ヒストンは、速やかに新たなヌクレオソームへと組み込まれる。この過程は複製フォークと緊密に結び付けられており、複製複合体の前方と後方でヌクレオソームの解体と再構築が即座に行われる。リーディング鎖に沿ったMCMヘリカーゼの移動によって親鎖に存在するヌクレオソーム八量体が破壊され、H3-H4とH2A-H2Bのサブユニットへと解離する。複製フォークの後方でのヌクレオソームの再構築は、複製タンパク質と緩く結合したクロマチン構築因子（chromatin assembly factor、CAF）によって行われる。完全には理解されていないものの、ヌクレオソームの再構築はDNA複製のような半保存的複製ではなく、主に「保存的」な再構築が行われていることがラベリング実験からは示されている。すなわち、H3-H4コアヌクレオソームは新たに合成されたH3-H4とは完全に隔離されたままであり、古いH3-H4のみを含むヌクレオソームか新しいH3-H4のみを含むヌクレオソームのいずれかが形成される。「古い」ヒストンと「新しい」ヒストンは各娘鎖に準ランダム化されて割り当てられ、ヒストンの調節的修飾は両方の娘鎖へ等しく分割されて継承される。

## クロマチンドメインの再構築
複製の直後は、娘染色分体には親染色分体に存在していたエピジェネティックな修飾の半分しか継承されない。細胞は有糸分裂に入る前に、この部分的な指示のセットを利用して機能的なクロマチンドメイン（ヌクレオソームが折り畳まれてできる構造）を再構築しなければならない。
大きなゲノム領域に関しては、古いH3-H4ヌクレオソームの継承によってクロマチンドメインを正確に再構築することができる。PRC2や他のいくつかのヒストン修飾複合体は、古いヒストンに存在する修飾を新しいヒストンへ「コピー」することができる。この過程でエピジェネティックな標識は増幅され、複製に伴う希釈を克服することができる。
しかしながら、個々の遺伝子サイズに匹敵するような小さなドメインに関しては、古いヌクレオソームはあまりにも拡散してしまうため、ヒストンの修飾を正確に伝播することができない。このような領域では、おそらくヌクレオソームの再構築の過程でのヒストンバリアントの組み込みによってクロマチン構造が制御されていると考えられている。ヒストンバリアントH3.3/H2A.Zの存在と活発な転写が行われている領域には緊密な相関があり、このことはこの機構を支持してはいるものの、その因果関係は示されていない。

## DNA損傷チェックポイント
S期を通じて、細胞は絶えずゲノムの異常を精査している。DNA損傷を検出すると、3つのS期チェックポイント経路の活性化が誘導され、細胞周期の進行が遅延するか停止する。
1. Replication Checkpoint（複製チェックポイント）は、RPA、ATRIP（ATR-interacting protein）、RAD17（英語版）からのシグナルを統合し、複製フォークの進行の停止を検出する[12]。活性化に伴って、複製チェックポイントはヌクレオチドの生合成をアップレギュレーションし、活性化されていない複製起点からの複製開始を防ぐ。これらの経路の双方が利用可能なdNTP（デオキシヌクレオシド三リン酸）の量を増加させ、停止した複製フォークのレスキューに寄与する。
2. S-M Checkpoint（S-Mチェックポイント）は、ゲノム全体の複製が完了するまで有糸分裂の開始を防ぐ[12]。この経路は、細胞周期を通じて徐々に蓄積し有糸分裂の開始を促進するサイクリンB-CDK1複合体を阻害することで、細胞周期の停止を誘導する[12]。
3. Intra-S Phase Checkpoint（S期内チェックポイント、イントラS期チェックポイント）は、ATRやATMキナーゼの活性化を介してDNAの二本鎖切断を検出する[12]。DNA修復の促進に加えて、活性型のATRとATMは、CDKの阻害的なリン酸化を除去するホスファターゼであるCDC25A（英語版）の分解を促進することで、細胞周期の進行を停止させる[12]。DNAの二本鎖切断の正確な修復を行う過程である相同組換えはS期に最も活発になり、G2/M期には低下し、G1期になるとほとんど行われない[13]。

これらの典型的なチェックポイントに加えて、ヒストンの供給やヌクレオソームの組み立ての異常もS期の進行に変化を与えることが近年示唆されている。ショウジョウバエDrosophilaの細胞で遊離ヒストンを除去すると、S期が劇的に延長し、G2期で恒久的に停止する。この独特な停止表現型に典型的なDNA損傷経路の活性化は関係しておらず、ヌクレオソームの組み立てとヒストンの供給は新たなS期チェックポイントによって精査されている可能性が示唆される。